# سيفبودوكسيم
سيفبودوكسيم (Cefpodoxime) مضاد حيوي  من مجموعة السيفالوسبورين الجيل الثالث، له فعالية ضد البكتيريا سلبية الغرام gram negative (ما عدا الزائفة الزنجارية Pseudomonas Aeruginosa)، ولبعض البكتيريا إيجابية الغرامgram positive .
- الأسماء التجاريه لسيفبودوكسيم: سيفودوكس، سيف - ديكس، بوداسيف، سيبوديم، أوريلوكس، اوريلوكس اقراص.[4]

الصيغة التركيبية للسيفبودوكسيم proxetil

## الأشكال الدوائية
- شراب معلق على صورة مسحوق (حبيبات) للحل :

1. 50 مغ/5مل (الحجم: 50 مل، 100مل)
2. 100 مغ/5مل (الحجم: 50 مل، 100مل)

- أقراص: 100 مغ، 200 مغ[5]

## الإستعمالات الطبية
يستخدم العلاج في:
- بعض حالات الالتهاب الرئوي الحاد
- بعض حالات السيلان البسيطة
- بعض حالات التهاب الجلد أو أجزاء الجلد
- التهاب الأذن الوسطى
- التهاب البلعوم
- التهاب اللوزتين
- التهابات الجهاز البولي (البسيطة)[6]

## الأعراض الجانبية
الأكثر شيوعاً:
- اسهال (خاصة في في الأطفال الصغار والرضع)، صداع، غثيان، ألم في البطن

أو إفرازات مهبلية
- ردود فعل تحسسية (طفح، حكة، شرى، تفاعلات شبيهة بداء المصل، حمى، آلام مفصلية، تأق، حمامي متعددة الأشكال، تقشر الأنسجة المتموتة البشروية التسممي).
- اضطرابات في خمائر الكبد، التهاب كبد عابر، يرقان ركودي.[6][7]

## الاحتياطات
- فئة السلامة أثناء الحمل: «بي»؛ لم تظهر الدراسات الحالية أضراراً على الجنين، يجب استشارة الطبيب قبل أخذ العلاج في حال كانت المريضة حامل أو تخطط للحمل.
- الرضاعة: يُفرز العلاج (بكميات ضئيلة) في حليب الأم المرضع، لذا يجب استشارة الطبيب في حال كانت المريضة مرضعاً.
- يجب اخبار الطبيب المعالج في حال وجود اعتلالات أو أمراض في الكلى، فقد تحتاج بعض الحالات إلى اجراءات احتياطية خاصة أو جرعات معدلة.
- في حال وجود حساسية البنسلين عند المريض، فيجب إخبار الطبيب قبل البدء بالعلاج.
- تناول المضادات الحيوية لفترات طويلة قد يسبب الإصابة بخمج إضافي (إعادة الإصابة بالخمج/العدوى بإدخال كائنات من نفس النوع الذي يسبب الخمج الموجود)، و الذي قد لا يستجيب للعلاج القديم.
- التوقف عن تناول العلاج قبل انتهاء الفترة التي يحددها الطبيب يزيد من احتمال معاودة الخمج أو العدوى للظهور وتطويرها لمقاومة العلاج (لا تعود تستجيب للعلاج).[6]

## التداخلات الدوائية
إذا كان المريض يتناول أي من الأدوية التالية يجب ان يخبر الطبيب أو الصيدلاني، فقد يحتاج إلى تعديل الجرعة أو إجراء فحوصات معينة :
- مضادات الحموضة (مثل هيدروكسيد الألمنيوم، كربونات المغنيسيوم وغيرها): قد تقلل من المفعول العلاجي للدواء
- محصرات مستقبلات الهيستامين-2 (مثل الرانيتيدين، الفاموتيدين و السيميتيدين و غيرها والتي تستخدم في علاج عسر الهضم و القرحة و غيرها): تقلل من امتصاص العلاج من الجهاز الهضمي، و بالتالي من مفعوله العلاجي لذا ينصح باستشارة الطبيب أو الصيدلاني قبل تناول أي منها.
- بروبينسيد
- لقاح التيفوئيد[6]

## التخزين
تحفظ أقراص العلاج في درجة حرارة الغرفة (15 - 30 درجة مئوية)، بعيدا عن الرطوبة، الضوء و الحرارة
و يحفظ الشراب في الثلاجة مع تجنب تجميده، وتخلص من أي كمية متبقية بعد 14 يوماً.